# Чилтон, Хорас
Хорас Чилтон (англ. Horace Chilton; 29 декабря 1853, Тайлер — 12 июня 1932, Даллас) — американский политик, сенатор США от Техаса, член демократической партии.

## Биография
Хорас Чилтон родился 29 декабря 1853 года в Тайлере, штат Техас, в семье Эллы (в девичестве Гудмен) и Джорджа Чилтона. Его дед, Томас Чилтон, был членом Палаты представителей США от штата Кентукки. Мать учила его дома, пока он не начал посещать местную школу в возрасте девяти лет. Позже он проучился один семестр в институте Линнленда в Глендейле, штат Кентукки.
Чилтон обучился полиграфии и в 18 лет начал издавать газету Tyler Sun, выходившую три раза в неделю. Позже он изучил право, в 1872 году был принят в коллегию адвокатов и открыл свою практику в Тайлере. 20 февраля 1877 года Чилтон женился на Мэри Гриннен, у них было пятеро детей.
Чилтон был помощником генерального прокурора штата Техас с 1881 по 1883 год, делегатом национальных партийных съездов Демократической партии в 1888 и 1896 годах, а также стал первым уроженцем Техаса в Конгрессе США.
В 1891 году губернатор Джеймс Стивен Хогг назначил Чилтона в Сенат США после отставки Джона Хеннингера Рейгана. Хотя Чилтон проиграл выборы в 1892 году Роджеру Миллсу, в 1895 году, после отставки Ричарда Кока, он вновь вернулся в сенат.
3 марта 1901 года Чилтон вышел в отставку и занялся юридической практикой в Тайлере. В том же году он переехал в Бомонт, где губернатор Хогг назначил его руководить разработкой нефтяного месторождения Spindletop. В 1906 году Чилтон переехал в Даллас и жил там до своей смерти 12 января 1932 года. Он похоронен на кладбище Оквуд в Тайлере.